# Риньяно-суль-Арно
Риньяно-суль-Арно (итал. Rignano sull'Arno) — коммуна в Италии, расположена в области Тоскана, подчиняется административному центру Флоренция.
Население составляет 8251 человек (2008 г.), плотность населения составляет 139 чел./км². Занимает площадь 54,21 км². Почтовый индекс — 50067. Телефонный код — 055.
Покровителем населённого пункта почитается святой San Leolino, день его памяти ежегодно отмечается 12 ноября.

## Демография
Динамика населения:

## Администрация коммуны
- Официальный сайт: http://www.comune.rignano-sullarno.fi.it/

## Известные уроженцы
- Бистиччи, Веспазиано да (1421—1498) — итальянский ренессансный гуманист, флорентийский библиотекарь, историк, издатель, успешный книготорговец (cartolajo) и писатель-мемуарист.